# 8 ذو القعدة
- السبت
- الأحد
- الاثنين
- الثلاثاء
- الأربعاء
- الخميس
- الجمعة

- 2826 أبريل 2025
- 2927 أبريل 2025
- 3028 أبريل 2025
- 129 أبريل 2025
- 230 أبريل 2025
- 31 مايو 2025
- 42 مايو 2025
- 53 مايو 2025
- 64 مايو 2025
- 75 مايو 2025
- 86 مايو 2025
- 97 مايو 2025
- 108 مايو 2025
- 119 مايو 2025
- 1210 مايو 2025
- 1311 مايو 2025
- 1412 مايو 2025
- 1513 مايو 2025
- 1614 مايو 2025
- 1715 مايو 2025
- 1816 مايو 2025
- 1917 مايو 2025
- 2018 مايو 2025
- 2119 مايو 2025
- 2220 مايو 2025
- 2321 مايو 2025
- 2422 مايو 2025
- 2523 مايو 2025
- 2624 مايو 2025
- 2725 مايو 2025
- 2826 مايو 2025
- 2927 مايو 2025
- 128 مايو 2025
- 229 مايو 2025
- 330 مايو 2025

8 ذو القعدة أو 8 ذو القعدة الحرام أو يوم 8 \ 11 (اليوم الثامن من الشهر الحادي عشر) هو اليوم الثالث بعد الثلاثمائة (303) من أيَّام السنة (أو الرابع بعد الثلاثمائة لو كان شهر رمضان مُتممًا لليوم الثلاثين أو الخامس بعد الثلاثمائة لو أتم كلاً من صفر وربيع الآخر وجمادى الآخرة وشعبان ورمضان ثلاثين يوماً) وفق التقويم الهجري القمري (العربي). يبقى بعده 51 أو 52 يومًا لانتهاء السنة.

## أحداث
- 5 هـ - الإمام علي بن أبي طالب يقتل عمرو بن عبد ود العامري في واقعة الخندق، بعد أن اقتحم الأخير ومعه عكرمة بن أبي جهل، وابن عمه هبيرة بن وهب المخزومي، ونوفل بن عبد العزى، وضرار بن الخطاب، فلما صاروا بالسبخة بين الخندق وسلع، طلب عمرو بن عبد ود المبارزة، فقام له علي بعد أن أذن له الرسول، فقاتله وقتله.
- 1338 هـ - نشوب معركة ميسلون بالقرب من دمشق بين القوات العربية بقيادة يوسف العظمة والقوات الفرنسية بقيادة الجنرال غورو، وانتهت المعركة بانتصار الفرنسيين ودخول قواتهم دمشق في اليوم الثاني.
- 1349 هـ - توقيع معاهدة تعاون بين العراق والأردن.
- 1389 هـ - معمر القذافي يتولى رئاسة الوزراء في ليبيا.
- 1401 هـ - الشيخ حميد بن راشد النعيمي يتولى حكم إمارة عجمان بعد وفاة والده راشد بن حميد النعيمي.
- 1404 هـ - فولتا العليا تتخذ من بوركينا فاسو اسمًا جديدًا للجمهورية.
- 1414 هـ - السلطات اللبنانية تلقي القبض على قائد القوات اللبنانية سمير جعجع.
- 1416 هـ - تعيين الشيخ محمد سيد طنطاوي شيخًا للأزهر.
- 1419 هـ - محكمة تركية تدين الزعيم الكردي عبد الله أوجلان بالخيانة.
- 1430 هـ - الإعلان عن فوز الرئيس التونسي زين العابدين بن علي في الانتخابات الرئاسية لفترة رئاسية خامسة بعد حصوله على 89.62% من الأصوات.
- 1436 هـ - مظاهرة حاشدة في بيروت احتجاجا على الفساد السياسي المُستشري.
- 1438 هـ - رئيس مركز القدس الدولي يُعلن أنَّ السُلطات الإسرائيليَّة صادرت وثائق مُهمَّة كانت محفوظة بداخل المسجد الأقصى تتعلق بأملاك وأوقاف القدس وأراضيها، وذلك أثناء فترة إغلاقه أمام المُصلِّين مُنذ يوم 20 شوال إلى 4 ذي القعدة 1438هـ.
- 1443 هـ - إعلان الموافقة على تعديلات دستورية واسعة النطاق في كازاخستان بعد موافقة 77.18% من المصوتين في الاستفتاء، بنسبة تصويت بلغت 68.05%.

## مواليد
- 973 هـ - محمد الثالث، السلطان العثماني الثالث عشر.
- 1074 هـ - مصطفى الثاني، السلطان العثماني الثالث والعشرون.
- 1276 هـ - أحمد شفيق بن حسن موسى، مؤرخ مصري.
- 1326 هـ - محمد مرسي أحمد، عالم رياضيات وفيزياء مصري.
- 1354 هـ - محمد سعيد الطباطبائي الحكيم، مرجع شيعي عراقي.
- 1367 هـ - محمد علي جناح، مؤسس دولة باكستان.
- 1382 هـ - شهاب حاجيه، ممثل كويتي.
- 1383 هـ - أحمد راضي، لاعب ومدرب كرة قدم عراقي.
- 1402 هـ - ملاك، ممثلة كويتية.

## وفيات
- 349 هـ - أنوجور بن محمد بن طغج، ثاني حكام الدولة الإخشيدية.
- 385 هـ - علي بن عمر بن أحمد بن مهدي الدارقطني، مقرئ ومحدث ولغوي مسلم.
- 688 هـ - فخر الدين العراقي، شاعر وعارف فارسي.
- 1338 هـ - يوسف العظمة، وزير حربية ورئيس أركان سوريا.
- 1392 هـ - راشد السيف، شاعر وتربوي كويتي.
- 1401 هـ - راشد بن حميد النعيمي، حاكم إمارة عجمان.
- 1405 هـ - صالح شهاب، تربوي كويتي.
- 1414 هـ - عزيزة حلمي، ممثلة مصرية.
- 1439 هـ -
  - أحمد مطلوب، وزير ثقافة عراقي.
  - فاطمة عبد المحمود، سياسية سودانية وأول امرأة تؤسس حزباً سياسياً في السودان.
- 1442 هـ - لميعة عباس عمارة، شاعرة عراقية.

## وصلات خارجية
- موقع قصة الإسلام: حدث في شهر ذو القعدة.